# Чаватта, Валерия
Валерия Чаватта (итал. Valeria Ciavatta; род. 16 января 1959, Борго-Маджоре, Сан-Марино) — политический деятель Сан-Марино, дважды капитан-регент Сан-Марино.

## Биография
Валерия Чаватта родилась во втором по величине городе Сан-Марино Борго-Маджоре в январе 1959 года. По окончании школы училась в Италии, в Урбинском университете. Более десяти лет с 1978 года по 1990 год она была членом Христианско-демократической партии. Затем перешла в Народно-либеральную партию, с 1993 года входит в руководство партии.
Впервые в Большой генеральный совет избирается в 2001 году. В первый раз занимала пост капитана-регента страны вместе с Джованни Лонфернини с октября 2003 года по апрель 2004 года. С 1 апреля по 1 октября 2014 года вторично занимала вместе с Лука Беккари пост капитана-регента Сан-Марино.